# Chrysina optima
Chrysina optima (лат.) — вид пластинчатоусых жуков из подсемейства хлебных жуков и хрущиков (Rutelinae). Крупный и очень красивый вид с совершенно гладкими покровами тела и сплошной металлической окраской золотого цвета. Обитает в Центральной Америке (Коста-Рика и Панама).